# روبرتو دي مارشي
روبرتو دي مارشي (بالإيطالية: Roberto De Marchi)‏ هو مصارع هاوي إيطالي، (ولد في جنوة في إيطاليا 1896 – 1967 م).

## وصلات خارجية
- روبرتو دي مارشي على موقع أوليمبيديا (الإنجليزية)